# Titanohyrax

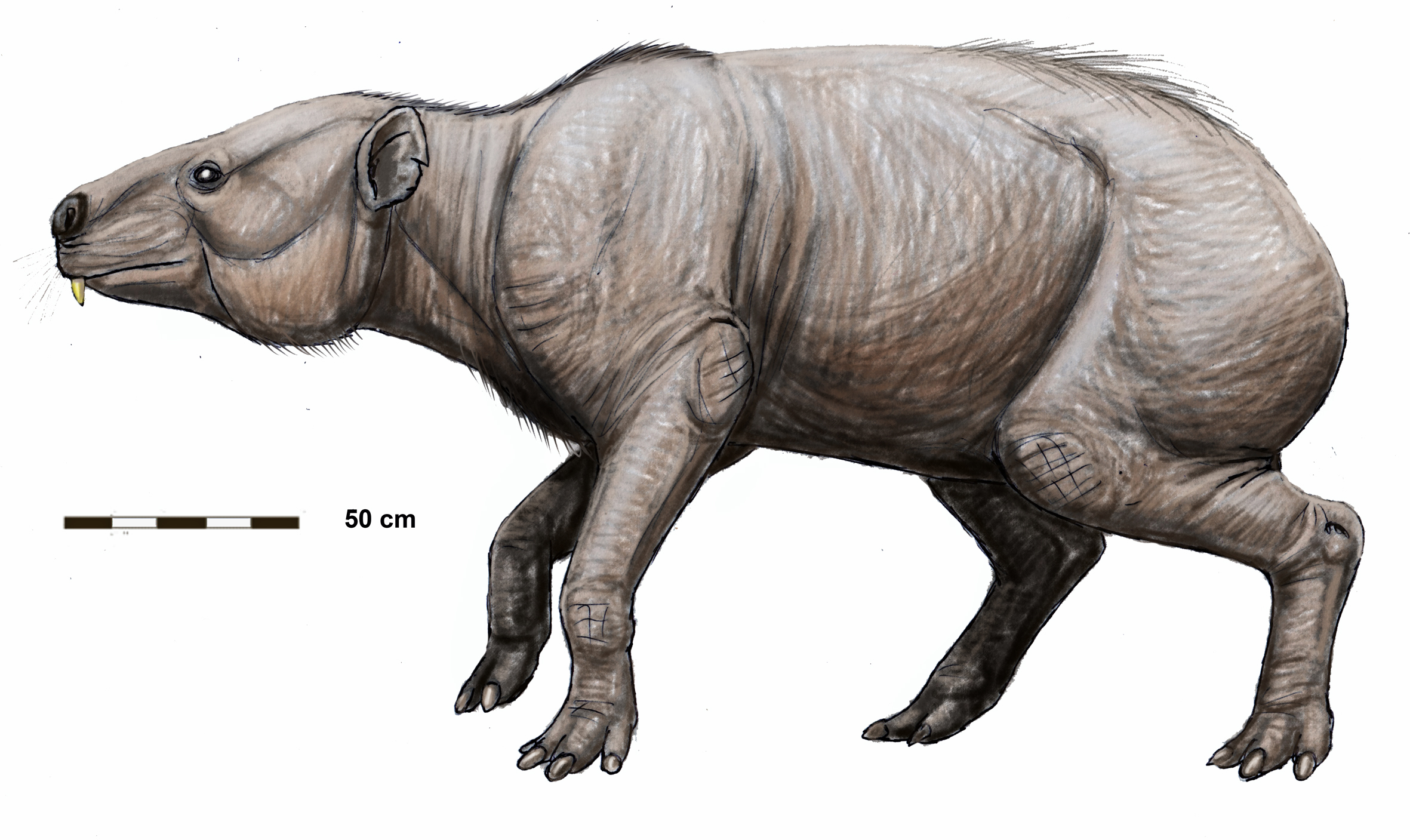
Реставрація

Titanohyrax — це вимерлий рід великих або дуже великих даманів еоцену та олігоцену. Зразки були знайдені в сучасних Алжирі, Тунісі, Єгипті та Лівії. Деякі види, як-от T. ultimus, за оцінками, такі ж великі, як сучасний носоріг. Види Titanohyrax досі маловідомі через їхню рідкість у викопних рештках.
Titanohyrax незвичайний серед численних палеогенових гіракоїдів своїми лофоселенодонтними зубами (з зубами, які є лофодонтами та селенодонтами, повністю моляриформними премолярами та відносно високою коронкою щоки. Це свідчить про те, що рід мав фоліворну дієту.
Рід був вперше описаний у 1922 році для виду T. ultimus з раннього олігоцену формації Джебель-Катрані, Фаюмська депресія, Єгипет. Автор описав його як «надзвичайно гігантський вид, який є найбільшим з усіх відомих досі гіракоїдів» — оцінки маси тіла коливаються від 600 до 1300 кг. T. tantulus є найменшим відомим видом Titanohyrax з масою тіла близько 23 кг.